# Riham Yakoub
Riham Yakoub (en arabe : ريهام يعقوب, parfois transcrit Reham Yacoub ou Riham Yaqoob), née le 28 décembre 1991 en Irak et morte assassinée le 19 août 2020 à Bassorah, est une professeure de sport et nutritionniste irakienne, militante des droits humains et des droits des femmes et figure importante de la contestation en Irak.
À partir de 2017, Yakoub devient connue en Irak pour ses actions militantes. Elle est très active sur les réseaux sociaux et participe à des manifestations, notamment en faveur du droit des femmes, où elle se met en tête des cortèges. Comme de nombreux autres militants et manifestants, elle critique aussi la corruption et la main-mise de l’Iran sur la politique irakienne.
En 2018, de nombreux militants de Bassorah sont assassinés, et les manifestations réprimées avec violence. Yakoub, comme d’autres militants en vue, est menacée de mort. Elle est victime d’une campagne de diffamation dans les médias pro-Iran, qui l’accusent d’être à la solde des États-Unis. Elle ne participe pas aux manifestations de 2019, mais reste active sur les réseaux sociaux.
Une nouvelle série d’assassinats politiques a lieu à l’été 2020. Le 19 août, Yakoub est tuée au volant de sa voiture, par des hommes masqués et armés de fusils d’assaut. Les autres passagères de la voiture sont blessées. Selon des journalistes et manifestants, ces assassinats sont perpétrés par des milices pro-Iran, qui sont très rarement poursuivies par la suite. La mort de Yakoub émeut l’opinion publique irakienne. Le premier ministre Moustafa al-Kazimi rend visite à sa famille et démet de ses fonctions le chef de la police de Bassorah, mais une partie des journalistes irakiens pointent du doigt son incapacité à stopper ces assassinats de militants, qui continuent et donnent lieu à de nouvelles manifestations en 2021.

## Biographie

### Figure de la protestation en Irak
Riham Yakoub est professeure de sport et nutritionniste diplômée de l’université de Bassorah, où elle obtient une maîtrise sur les moyens de lutter contre l'obésité,. Elle dirige une salle de sport et encourage les femmes à se maintenir en bonne santé, et à oser marcher dans la rue sans crainte. Elle aurait aussi aimé devenir ministre des sports en Irak. Elle participe activement à des groupes militants et des marches, notamment en faveur des droits des femmes, et s’engage dès 2017 dans le mouvement de contestation anti-gouvernement. Active sur les réseaux sociaux, notamment Facebook et Instagram, elle devient une source d’inspiration pour les jeunes manifestants et est suivie par près de 80 000 personnes,. Elle poste notamment des vidéos d’elle lors de manifestations où, en tête de cortège, elle chante des slogans dont le plus connu est « Je suis loyale envers mon pays ; qui es-tu ? », le « qui es-tu ? » étant repris en chœur par les manifestants. « Qui es-tu ? » viserait les milices pro-Iran.

### Menaces de mort
Une série d’assassinats de militants a lieu à Bassorah en 2018, et Yakoub, avec d’autres féministes comme Lodia Remon, est visée par une campagne de diffamation l’accusant d’être à la solde du gouvernement américain. Une photo d’elle aux côtés du Consul américain à Bassorah lors de la Journée des droits des femmes circule sur les réseaux sociaux et dans les médias pro-iraniens, pour justifier son rôle d’« agente des États-Unis »,. Une agence de presse iranienne, Mehr News Agency, publie un article accusant Yakoub de participer à un réseau pro-américain, en s’appuyant sur des photos et des vidéos publiées sur les réseaux sociaux,,. La chaîne pro-iranienne Al-Ahed TV diffuse une vidéo incitant à la violence contre la militante. Les accusations d’allégeance aux États-Unis continueront de circuler après sa mort parmi les figures pro-Iran, notamment le membre du parlement Kazem Al-Sayyadi. Au cours de cette campagne de diffamation, Yakoub reçoit de nombreuses menaces de mort, et un message téléphonique lui fait savoir que son adresse est connue,. Yakoub quitte Bassorah pendant plusieurs mois, puis revient mais ne participe pas aux manifestations d'octobre 2019, se consacrant à ses études en vue d'obtenir un doctorat,.
En octobre 2019, des manifestations ont lieu dans l’ensemble du pays contre la corruption, la détérioration des conditions de vie et la main-mise de l’Iran sur la politique irakienne,,,. Entre le début des manifestations et l’assassinat de Yakoub, près de 700 manifestants auraient été tués, ainsi que des dizaines de militants anti-gouvernement. La tension est particulièrement forte à Bassorah, deuxième ville du pays, où ont commencé les mouvements de protestation ayant suivi le printemps arabe,.

### Assassinat
En juillet-août 2020 a lieu une série d’attaques contre des militants irakiens, la première victime étant Hicham al-Hachemi,,. Bassorah est l’une des villes les plus touchées par les assassinats politiques : à la mi-août, Tahsine Oussama est assassiné et les militantes Lodia Remon et Abbas Subhi grièvement blessées par arme à feu,. Quelques jours plus tard, le 19 août, Yakoub est tuée au volant de sa voiture alors qu'elle rentre du gymnase qu'elle dirige,. Les tueurs sont des hommes à moto, masqués et armés de fusils d’assaut,. Les passagères de la voiture, la sœur et une amie de Yakoub, sont blessées,,,. Les tueurs restent non-identifiés. Selon de nombreux militants et journalistes, il s’agit très probablement de membres de milices chiites pro-iraniennes,,,,.
Après le meurtre de Yakoub, le Premier ministre irakien Moustafa al-Kazimi démet de ses fonctions le chef de la police de Bassorah, rend visite à la famille de Yakoub et assure que les meurtriers seront arrêtés. Pour le journaliste irakien Sarmad al-Taei, « Al-Kazimi continue à démettre des chefs de police [mais] il se rend compte que son pouvoir est limité et il n’a pris aucune mesure d’ampleur contre les meurtriers ». Pour un député de Bassorah, trouver les meurtriers de Yakoub revient à « chercher un aiguille dans une botte de foin », d’autant que les assassinats de militants aboutissent rarement, voire jamais, à des arrestations. Cette impunité dans laquelle les militants sont tués donnent l’impulsion à de nouvelles manifestations en 2020 et 2021, avec le slogan « Qui m’a tué ? ». L'opinion publique irakienne condamne largement l’assassinat de Yakoub, qui reçoit de nombreux hommages sur les réseaux sociaux,.

## Réactions internationales
La Mission d'assistance des Nations Unies pour l'Irak (en) (United Nations Assistance Mission for Iraq, UNAMI) et Jeanine Hennis-Plasschaert, représentante spéciale du Secrétaire général pour l'Irak, condamnent et dénoncent le meurtre de Riham Yakoub dans un communiqué de presse. L'émissaire de l'ONU ajoute que « toute la force de la loi doit être appliquée pour trouver, appréhender et tenir les auteurs responsables, et pour mettre fin à ce cycle de violence ».

## Sources
Classées par ordre chronologique.
- (ar) « دور القنصلية الامريكية في البصرة في تحريك الشارع العراقي » [« Le rôle du consul américain de Bassorah dans les protestations de rue en Irak »], Iranian Mehr Agency,‎ 13 septembre 2018 (lire en ligne)

- (en) « Civilian Activists Under Threat in Iraq », sur Minority Rights Group International, 13 décembre 2018

- (en) « Female protest leader gunned down in Iraq's Basra », Middle East Monitor,‎ 19 août 2020 (lire en ligne)

- (en) « Iraq: Prominent female activist killed by unknown gunmen in Basra », Al Jazeera,‎ 20 août 2020 (lire en ligne)

- (ar) « "أمها حيل متأذية".. حياة رهام من التوهّج إلى اغتيالها » [« La vie de Riham, de son rayonnement à son assassinat »], Irfaasawtak,‎ 20 août 2020 (lire en ligne)

- (ar) Mizar Kamal, « العراق : اغتيال أيقونة البصرة ريهام يعقوب وايران متهمة » [« Irak : assassinat de la militante Riham Yakoub, l'Iran accusé »], Daraj,‎ 20 août 2020 (lire en ligne)

- Hala Kodmani, « Irak : une militante féministe assassinée à Bassorah », Libération,‎ 21 août 2020 (lire en ligne)

- (ar) « اغتيالات نشطاء في العراق وسط اتهامات لإيران بالضلوع فيها » [« Assassinats de militants en Irak sur fond d'implication de l'Iran »], BBC News Arabic,‎ 23 août 2020 (lire en ligne)

- (en) Muhammad Hussein, « How long will Lebanon and Iraq tolerate militias which undermine national sovereignty? », Middle East Monitor,‎ 25 août 2020 (lire en ligne)

- (en) Mariya Petkova, « What is behind the killings in Basra? », Al Jazeera,‎ 28 août 2020 (lire en ligne)

- (en) Yaseen-Taha Mohammed, « Eliminating the protests? The motives and circumstances of Basra assassinations », Arab Reform Initiative,‎ 11 septembre 2020 (lire en ligne)

- Soulayma Mardam-Bey, « Récit d'une année irakienne, de l'euphorie à la terreur », L'Orient-Le Jour,‎ 1er octobre 2020 (lire en ligne)

- Soulayma Mardam-Bey, « "Qui m'a tué ?" : l'impunité des milices dans le collimateur du soulèvement irakien », L'Orient-Le Jour,‎ 31 mai 2021 (lire en ligne)